# Bonte dwergvalk
De bonte dwergvalk (Microhierax melanoleucos) is een vogel uit het geslacht van de dwergvalken met lengte van 18 tot 20 cm. Hij komt voor in het Oriëntaals gebied.

## Leefwijze
De bonte dwergvalk leeft in bossen, waar hij open plekken of bosranden opzoekt om te jagen. De vogel komt meestal alleen of in paartjes voor. De soort voedt zich vooral met insecten, waaronder termieten, libellen, sprinkhanen en kevers. Hij jaagt ook op kleine vogels, soms exemplaren die groter zijn dan hij zelf. Vanaf een uitkijkpunt verschalkt hij zijn prooi met een snelle uitval, vaak in de lucht, maar soms ook op de grond. Kleine prooidieren eet hij in de lucht, de grotere brengt hij terug naar het uitkijkpunt.

## Voortplanting
Over het broedgedrag van de soort is weinig bekend. Hij gebruikt oude holen van spechten voor zijn legsel van drie of vier eieren. Beide ouders dragen bij aan het broeden.

## Verspreiding
De bonte dwergvalk komt voor van Noordoost-India, Bhutan en mogelijk Oost-Bangladesh tot Oost-China en Noord-Laos en Noord-Vietnam.